# Coelurus
Coelurus ("ihålig svans") var ett släkte köttätande dinosaurier som levde i Nordamerika i slutet av jura (cirka 150 miljoner år sedan). Den delas in i en egen familj, Coeluridae, som troligen var närmast släkt med Tyrannosauroiderna.

## Beskrivning
Coelurus var en typisk coelurosaurie. Den var ett elegant tvåbent djur, med ett mycket ihåligt, lättviktigt skelett. Svansen och bakbenen var mycket långa, och frambenen hade slanka fingrar. Liksom de flesta coelurosaurier var Coelurus liten till växten (1,5 - 2,5 meter lång, 15 kilo tung) jämfört med till exempel carnosaurierna.